# Distrito Escolar Unificado de Oakland
El Distrito Escolar Unificado de Oakland (Oakland Unified School District, OUSD) es un distrito escolar de California. Tiene su sede en Oakland. En el año escolar 2006-2007, el distrito tuvo 39.705 estudiantes, y el distrito gestionó 64 escuelas primarias, 20 escuelas secundarias (medias), 23 escuelas preparatorias, y 34 escuelas "charter".